# Boeing Sonic Cruiser
De Boeing Sonic Cruiser was een concept verkeersvliegtuig dat in maart 2001 werd geïntroduceerd door de Amerikaanse vliegtuigfabrikant Boeing. Het toestel moest net onder de geluidssnelheid gaan vliegen, maar eind 2002 werd het project afgeblazen.

## Ontwerp
Het ontwerp van de Sonic Cruiser omvatte een deltavleugel en een canard, waarmee snelheden tot Mach 0,98 (1.200 km/u) haalbaar moesten zijn. Uit ingediende patenten bleek het toestel een geplande lengte te hebben van 76 meter met een spanwijdte van 50,3 meter. De vlieghoogte lag boven de 12.000 meter en de vliegbereik tussen de 11.000 en 19.000 kilometer. Er zou ruimte zijn voor 200 tot 250 passagiers.

## Ontwikkeling
De onthulling van de plannen volgde kort op de introductie van de Airbus A380. In tegenstelling tot Airbus verwachtte Boeing dat directe vluchten op hoge snelheden de toekomst van de burgerluchtvaart waren. De Sonic Cruiser paste in die visie en was volgens Boeing in staat om de vliegtijd van lange afstandsvluchten met 15 tot 20% te reduceren. Al snel bleek echter dat vliegmaatschappijen de voorkeur gaven aan lage kosten boven hoge snelheden. Het Sonic Cruiser Project werd daarom in december 2002 stopgezet en Boeing ging zich toeleggen op de ontwikkeling van de latere Boeing 787 Dreamliner.